# Checkpoint (coffeeshop)
Checkpoint in Terneuzen was de grootste coffeeshop van Nederland. De gemeente Terneuzen gedoogde hem en plaatste zelfs wegwijzers ernaartoe. De zaak werd in 2008 door de autoriteiten gesloten, nadat meerdere malen een veel te grote voorraad cannabis was aangetroffen.

## Geschiedenis
In 1996 voerde de gemeente Terneuzen als enige gemeente in Zeeuws-Vlaanderen een gedoogbeleid in om een eind te maken aan de illegale verkoop. Twee coffeeshops kregen een vergunning, Miami en de reeds illegaal opererende Checkpoint. Checkpoint maakte gebruik van gedwongen verhuizingen om flink uit te breiden tot een megacoffeeshop waar gemiddeld 2900 klanten per dag (op topdagen tot 5000) een nummertje moesten trekken, om vervolgens bij een van de vijf kassa's een zakje hasj of wiet te kunnen halen. De coffeeshop had een eigen parkeerplaats, café en restaurant, bijna honderd medewerkers in dienst en een jaaromzet van 26 miljoen euro. De helft van het aantal bezoekers kwam uit Frankrijk; 40 procent uit België.
Op 1 juni 2007 deed de politie een inval in de coffeeshop, waarbij 4,5 kilogram softdrugs werd aangetroffen. In een naburige opslagplaats vond de politie nog eens 92 kilo. Dit was veel meer dan het in de AHOJ-G-criteria vastgestelde maximum van 500 gram voorraad. Op 20 mei 2008 deed de politie weer invallen in de shop en op dertien adressen. Deze keer werd 160 kilo softdrugs in beslag genomen en werd de coffeeshop gesloten.
Op 3 november 2009 begon de rechtszaak tegen vijftien medewerkers van de coffeeshop, waarin celstraffen tot anderhalf jaar en een ontnemingsvordering van 27 miljoen euro werd geëist. Het was voor het eerst dat een coffeeshop werd vervolgd als criminele organisatie. Op 25 maart 2010 deed de rechter uitspraak: de verdachten werden schuldig bevonden, maar kregen lichte straffen. Hoofdverdachte en eigenaar Maddie W. kreeg een celstraf van 16 weken en ook andere medewerkers kregen celstraffen die het voorarrest niet overstegen. De ontnemingsvordering bedroeg 10 miljoen euro. De rechtbank liet meewegen dat de gemeente Terneuzen, het Openbaar Ministerie en de fiscus niet hadden ingegrepen, ondanks dat deze op de hoogte waren van de omvang van de zaak, waarover de eigenaar altijd open is geweest. De rechtbank verweet de gemeente het verbod op reclame voor coffeeshops te hebben overtreden door verwijsbordjes te plaatsen naar de coffeeshops. Naar aanleiding van de uitspraak vroeg burgemeester Jan Lonink de landelijke politiek duidelijker regels op te stellen.
In 2014 werden de eigenaar en het personeel van Checkpoint deels vrijgesproken en deels schuldig bevonden zonder strafoplegging. Het hof was van mening dat het bedrijf ervan mocht uitgaan dat de handel gedoogd werd. In 2016 bepaalde de Hoge Raad echter dat de beslissing van het Amsterdamse gerechtshof onvoldoende gemotiveerd was.